# Надбровные дуги
Надбровная дуга (arcus superciliaris) — выступающая часть кости в форме дуги на нижней части надглазничной части лобной кости у приматов. У Homo sapiens (современных людей) брови расположены на их нижней границе.

## Структура
Надбровные дуги — это узелок или гребень кости, расположенный на лобной кости (лат. os frontale) черепа. Это формирует разделение между самой частью лба (лат. squama frontalis) и крышей глазных впадин (лат. pars orbitalis). Обычно у людей дуги выступают над каждым глазом, обеспечивая механическую защиту. У других приматов гребень обычно идёт непрерывно и часто бывает прямым, а не изогнутым. Надбровные дуги отделены от лобных возвышений неглубокой бороздкой. Надбровные дуги наиболее заметны в медиальном направлении и соединены друг с другом плавным возвышением, называемым глабеллой (лат. glabella).
Как правило, дуги более выражены у мужчин, чем у женщин, и варьируются между различными этническими группами.

## Терминология
Надбровные дуги, являющиеся видной частью лица в некоторых этнических группах и признаком, связанным как с атавизмом, так и с половым диморфизмом, имеют ряд названий в разных дисциплинах. Технические термины: лобная или надглазничная дуга, гребень или тор (или торы для обозначения множественного числа, поскольку гребень обычно рассматривается как пара) часто встречаются в антропологических или археологических исследованиях. Отличается от надглазничного края и края орбиты.
Некоторые палеоантропологи проводят различие между лобным тором и надглазничным гребнем. В анатомии тор — это выступающая полость кости, которая в отличие от гребня прямолинейна, не сломана и проходит через глабеллу. Некоторые ископаемые гоминиды, в этом использовании этого слова, имеют лобный тор, но почти все современные люди имеют только гребень.